# Стрелецкое (озеро, Северо-Казахстанская область)
Стрелецкое (каз. Стрелецкое) — озеро в Жамбылском районе Северо-Казахстанской области Казахстана. Находится в 1 км к востоку от села Ольговка.
По данным топографической съёмки 1940-х годов, площадь поверхности озера составляет 1,44 км². Наибольшая длина озера — 2,2 км, наибольшая ширина — 0,9 км. Длина береговой линии составляет 5 км, развитие береговой линии — 1,17. Озеро расположено на высоте 153,3 м над уровнем моря.
По данным обследования 1957 года, площадь поверхности озера составляет 1,7 км². Максимальная глубина — 2,3 м, объём водной массы — 2 млн м³, общая площадь водосбора — 9,7 км².